# Lypha fumator
Lypha fumator là một loài ruồi trong họ Tachinidae.